# John Saxon
John Saxon, pseudonimo di Carmine Orrico (New York, 5 agosto 1936 – Murfreesboro, 25 luglio 2020), è stato un attore statunitense, famoso per la partecipazione in svariati spaghetti western,
polizieschi all'italiana, durante gli anni settanta, e horror anche americani.

## Biografia

John Saxon in Napoli violenta (1976) di Umberto Lenzi

Nato a Brooklyn da Antonio Orrico e Anna Protettore, entrambi di origine campane, studiò recitazione con la celebre insegnante Stella Adler ed entrò nel mondo del cinema alla metà degli anni cinquanta, interpretando ruoli di adolescente. Secondo la biografia di Robert Hofler (The Man Who Invented Rock Hudson: The Pretty Boys and Dirty Deals of Henry Willson), quando l'agente di talento Henry Willson vide la foto del sedicenne Carmine Orrico sulla copertina di un detective magazine, immediatamente contattò la famiglia Orrico a Brooklyn e condusse il ragazzo con sé a Hollywood, dove gli fece acquisire il nome d'arte di John Saxon.
Nei suoi primi anni da attore, Saxon lavorò con molti registi noti, tra cui Vincente Minnelli in Come sposare una figlia (1958), Blake Edwards in La tentazione del signor Smith (1958), Frank Borzage in Il grande pescatore (1959), John Huston in Gli inesorabili (1960), e Otto Preminger in Il cardinale (1963), nei quali ebbe sempre ruoli da coprotagonista. Apparve per la maggior parte della sua carriera in ruoli da non protagonista, e fu candidato al premio Golden Globe per il miglior attore non protagonista per la sua interpretazione di un bandito messicano nel film A sud-ovest di Sonora (1966).
È da ricordare che John Saxon fu cintura nera di karate, avendo studiato sotto la guida di Hidetaka Nishiyama, ed era anche abile nello judo. Le sue doti di marzialista vennero apprezzate nel film I 3 dell'Operazione Drago (1973), nonostante il protagonista del film fosse Bruce Lee. Nel 1974 apparve come guest star nell'episodio dal titolo Menage a Phyllis della famosa sitcom TV statunitense The Mary Tyler Moore Show. Nel 1975 partecipò a diversi episodi della serie televisiva della ABC L'uomo da sei milioni di dollari, interpretando il ruolo del maggiore Frederick Sloan (il primo ad essere rapito e sostituito da un robot, poi affrontato e distrutto dal colonnello Steve Austin), nonché quello del capo degli alieni ribelli che contrapporrà Sasquatch sia a Steve che a Jaime. Quest'ultimo ruolo venne esteso anche a un'altra serie, La donna bionica. Le caratteristiche fisiche degli attori vennero usate successivamente per il pupazzo snodabile della Kenner chiamato Maskatron, che era basato sulla serie.

Saxon è Frank Di Maggio in Il cinico, l'infame, il violento (1977) di Umberto Lenzi

Saxon apparve in molti spaghetti-western e poliziotteschi, quali Napoli violenta (1976) e Il cinico, l'infame, il violento (1977), entrambi di Umberto Lenzi, con Maurizio Merli e Tomas Milian. Dagli anni settanta in poi, Saxon recitò anche in pellicole horror, principalmente in Un Natale rosso sangue (1974) di Bob Clark, nel ruolo del capo della polizia; in Uccidete Mister Mitchell (1975), nel ruolo dell'avvocato Walter Deaney; in Apocalypse domani (1980) di Antonio Margheriti, nel ruolo di un reduce dal Vietnam; in Tenebre (1982) di Dario Argento, nel ruolo dell'agente dello scrittore protagonista; in Nightmare - Dal profondo della notte (1984) di Wes Craven e Nightmare 3 - I guerrieri del sogno (1987), nel ruolo del tenente Donald Thompson, il padre di Nancy, e ritornò anche nel ruolo di se stesso in Nightmare - Nuovo incubo (1994). Negli anni novanta e duemila partecipò a numerose pellicole indipendenti e apparve in diverse serie televisive, tra cui CSI - Scena del crimine e Masters of Horror.
È morto il 25 luglio 2020 a Murfreesboro, nel Tennessee, all'età di 83 anni, a causa di una polmonite; la notizia è stata data dalla moglie. Riposa nel Lake View Cemetery a Seattle, Washington, non lontano dalla tomba di Bruce Lee.

## Filmografia

### Cinema

John Saxon con Letícia Román in La ragazza che sapeva troppo (1963) di Mario Bava

- La ragazza del secolo (It Should Happen to You), regia di George Cukor (1954)
- È nata una stella (A Star Is Born), regia di George Cukor (1954)
- Ladri di automobili (Running Wild), regia di Abner Biberman (1955)
- L'uomo nell'ombra (The Unguarded Moment), regia di Harry Keller (1956)
- Gli indiavolati (Rock, Pretty Baby), regia di Richard Bartlett (1956)
- Summer Love, regia di Charles F. Haas (1958)
- La tentazione del signor Smith (This Happy Feeling), regia di Blake Edwards (1958)
- Come sposare una figlia (The Reluctant Debutante), regia di Vincente Minnelli (1958)
- Il frutto del peccato (The Restless Years), regia di Helmut Käutner (1958)
- Il grande pescatore (The Big Fisherman), regia di Frank Borzage (1959)
- Il portoricano (Cry Tough), regia di Paul Stanley (1959)
- Gli inesorabili (The Unforgiven), regia di John Huston (1960)
- Ritratto in nero (Portrait in Black), regia di Michael Gordon (1960)
- I quattro disperati (The Plunderes), regia di Joseph Pevney (1960)
- La squadra infernale (Posse from Hell), regia di Herbert Coleman (1961)
- Agostino, regia di Mauro Bolognini (1962)
- Caccia di guerra (War Hunt), regia di Denis Sanders (1962)
- Mister Hobbs va in vacanza (Mr. Hobbs Takes a Vacation), regia di Henry Koster (1962)
- La ragazza che sapeva troppo, regia di Mario Bava (1963)
- Il cardinale (The Cardinal), regia di Otto Preminger (1963)
- Sette contro la morte, regia di Edgar G. Ulmer (1964)
- Madra... il terrore di Londra (The Night Caller), regia di John Gilling (1965)
- L'armata delle belve (The Ravagers), regia di Eddie Romero (1965)
- Queen of Blood, regia di Curtis Harrington (1966)
- A sud-ovest di Sonora (The Appaloosa), regia di Sidney J. Furie (1966)
- For Singles Only, regia di Arthur Dreifuss (1968)
- I tre che sconvolsero il West (Vado, vedo e sparo), regia di Enzo G. Castellari (1968)
- Ultima notte a Cottonwood (Death of a Gunfighter), regia di Don Siegel (1969)
- Joe Kidd, regia di John Sturges (1972)
- Mister Kingstreet's War, regia di Percival Rubens (1973)
- Baciamo le mani, regia di Vittorio Schiraldi (1973)
- I 3 dell'Operazione Drago (Enter the Dragon), regia di Robert Clouse (1973)
- Un Natale rosso sangue (Black Christmas), regia di Bob Clark (1974)
- Squadra speciale antirapina (Metralleta 'Stein), regia di José Antonio de la Loma (1975)
- Uccidete Mister Mitchell (Mitchell), regia di Andrew V. McLaglen (1975)
- La legge violenta della squadra anticrimine, regia di Stelvio Massi (1976)
- Italia a mano armata, regia di Marino Girolami (1976)
- Intrigo in Svizzera (The Swiss Conspiracy), regia di Jack Arnold (1976)
- Una Magnum Special per Tony Saitta, regia di Alberto De Martino (1976)
- Napoli violenta, regia di Umberto Lenzi (1976)
- Mark colpisce ancora, regia di Stelvio Massi (1976)
- Il cinico, l'infame, il violento, regia di Umberto Lenzi (1977)
- Sciacalli si muore (Moonshine County Express), regia di Gus Trikonis (1977)
- Shalimar, regia di Krishna Shah (1978)
- The Bees, regia di Alfredo Zacharias (1978)
- Veloci di mestiere (Fast Company), regia di David Cronenberg (1979)
- Il cavaliere elettrico (The Electric Horseman), regia di Sydney Pollack (1979)
- Il guanto che uccide (The Glove), regia di Ross Hagen (1979)
- Beyond Evil, regia di Herb Freed (1980)
- Apocalypse domani, regia di Antonio Margheriti (1980)
- I magnifici sette nello spazio (Battle Beyond the Stars), regia di Jimmy T. Murakami (1980)
- Spiaggia di sangue (Blood Beach), regia di Jeffrey Bloom (1981)
- Fuga per la vita (Running Scared), regia di Paul Glickler (1981)
- Assassinio al cimitero etrusco, regia di Sergio Martino (1982)
- Obiettivo mortale (Wrong Is Right), regia di Richard Brooks (1982)
- Una di troppo, regia di Pino Tosini (1982)
- Tenebre, regia di Dario Argento (1982)
- Strani desideri (Desire), regia di Eddie Romero (1982)
- Prisoners of the Lost Universe, regia di Terry Marcel (1983)
- The Big Score, regia di Gail Morgan Hickman (1983)
- Nightmare - Dal profondo della notte (A Nightmare on Elm Street), regia di Wes Craven (1984)
- Febbre di gioco (Fever Pitch), regia di Richard Brooks (1985)
- Vendetta dal futuro, regia di Sergio Martino (1986)
- House Made of Dawn, regia di Richardson Morse (1987)
- Death House, regia di John Saxon (1987)
- Nightmare 3 - I guerrieri del sogno (A Nightmare on Elm Street 3: Dream Warriors), regia di Chuck Russell (1987)
- Nightmare Beach - La spiaggia del terrore, regia di Umberto Lenzi (1988)
- Crossing the Line, regia di Gary Graver (1989)
- La mamma è un lupo mannaro! (My Mom's a Werewolf), regia di Michael Fischa (1989)
- Criminal Act, regia di Mark Byers (1989)
- Scontro finale (The Final Alliance), regia di Mario DiLeo (1990)
- Aftershock, regia di Frank Harris (1990)
- Blood Salvage, regia di Tucker Johnston (1990)
- L'ultimo samurai, regia di Paul Mayersberg (1991)
- The Arrival, regia di David Schmoeller (1991)
- Genghis Khan, regia di Ken Annakin (1992)
- Maximum Force, regia di Joseph Merhi (1992)
- Istinti pericolosi (Animal Instincts), regia di Gregory Dark (1992)
- Hellmaster, regia di Douglas Schulze (1992)
- Jonathan degli orsi, regia di Enzo G. Castellari (1993)
- The Baby Doll Murders, regia di Paul Leder (1993)
- No Escape, No Return, regia di Charles T. Kanganis (1993)
- Killing Obsession, regia di Paul Leder (1994)
- Beverly Hills Cop III - Un piedipiatti a Beverly Hills III (Beverly Hills Cop III), regia di John Landis (1994)
- Frame-Up II: The Cover-Up, regia di Paul Leder (1994)
- Nightmare - Nuovo incubo (New Nightmare), regia di Wes Craven (1995)
- Nonstop Pyramid Action, regia di Ari Gold (1994)
- The Killers Within, regia di Paul Leder (1995)
- Dal tramonto all'alba (From Dusk Till Dawn), regia di Robert Rodríguez (1996)
- Lancelot: Guardian of Time, regia di Rubiano Cruz (1997)
- Joseph's Gift, regia di Philippe Mora (1998)
- Criminal Minds, regia di Thomas Baumann (1998)
- The Party Crashers, regia di Phil Leirness (1998)
- Final Payback, regia di Art Camacho (2001)
- Vivendo nella paura (Living in Fear), regia di Martin Kitrosser (2001)
- Night Class, regia di Sheldon Wilson (2001)
- Outta Time, regia di Lorena David (2002)
- The Road Home, regia di Drew Johnson (2003)
- Stanley's Girlfriend, regia di Monte Hellman (2006)
- The Craving Heart, regia di Stan Harrington (2006)
- Trapped Ashes, regia di Sean S. Cunningham, Joe Dante, John Gaeta, Monte Hellman e Ken Russell (2006)
- God's Ears, regia di Michael Worth (2007)
- Old Dogs, regia di Jonathan Fahn (2009)
- The Mercy Man, regia di Rider McDowell (2009)
- City of Shoulders and Noses, regia di Ralph Hemecker (2009)
- The Extra, regia di Mike Donahue (2011)
- Bring Me the Head of Lance Henriksen, regia di Michael Worth (2012)

### Televisione
- General Electric Theater – serie TV, episodio 10x03 (1961)
- The Dick Powell Show – serie TV, episodio 1x16 (1962)
- La legge di Burke (Burke's Law) – serie TV, episodi 1x03-2x04 (1963-1964)
- Volo 1-6 non atterrate (The Doomsday Flight), regia di William A. Graham – film TV (1966)
- Cimarron Strip – serie TV, episodio 1x01 (1967)
- Kronos - Sfida al passato (The Time Tunnel) – serie TV, episodio 1x26 (1967)
- Bonanza – serie TV, episodi 8x19-10x16 (1967-1969)
- Il virginiano (The Virginian) – serie TV, episodi 5x19-7x04-9x21 (1967-1971)
- Operazione ladro (It Takes a Thief) – serie TV, episodio 1x01 (1968)
- Fermate l'Orient Express (Istanbul Express), regia di Richard Irving – film TV (1968)
- I nuovi medici (The Bold Ones: The New Doctors) – serie TV, 29 episodi (1969-1972)
- The Intruders, regia di William A. Graham – film TV (1970)
- Professione: killer (Company of Killers), regia di Jerry Thorpe – film TV (1971)
- Snatched, regia di Sutton Roley – film TV (1973)
- Linda, regia di Jack Smight – film TV (1973)
- Can Ellen Be Saved?, regia di Harvey Hart – film TV (1974)
- Planeth Earth, regia di Marc Daniels – film TV (1974)
- L'uomo da sei milioni di dollari (The Six Million Dollar Man) – serie TV, episodi 1x04-4x01 (1974-1976)
- Crossfire, regia di William Hale – film TV (1975)
- Strange New World, regia di Robert Bulter – film TV (1975)
- Starsky & Hutch – serie TV, episodio 2x07 (1976)
- Agenzia Rockford (The Rockford Files) – serie TV, episodio 2x16 (1976)
- I leoni della guerra (Raid on Entebbe), regia di Irvin Kershner – film TV (1976)
- Fantasilandia (Fantasy Island) – serie TV, 6 episodi (1978-1984)
- The Immigrants, regia di Alan J. Levi – film TV (1978)
- Golden Gate, regia di Paul Wendkos – film TV (1981)
- Dynasty – serie TV, 6 episodi (1982-1984)
- Savage in the Orient, regia di Vincent Sherman – film TV (1983)
- A-Team (The A-Team) – serie TV, episodi 1x03-3x19 (1983-1985)
- Brothers-in-Law, regia di E.W. Swackhamer – film TV (1985)
- Alfred Hitchcock presenta (Alfred Hitchcock Presents) – serie TV, episodio 2x09 (1987)
- La signora in giallo (Murder, She Wrote) – serie TV, episodi 1x03-4x17-10x12 (1988-1994)
- Payoff, regia di Stuart Cooper – film TV (1991)
- Doppio ricatto (Blackmail), regia di Ruben Preuss – film TV (1991)
- Liz la diva dagli occhi viola (Liz: The Elizabeth Taylor Story), regia di Kevin Connor – film TV (1995)
- Masters of Horror – serie TV, episodio 2x06 (2006)
- War Wolves, regia di Michael Worth – film TV (2009)

## Riconoscimenti parziali
- Golden Globe
  - 1958 – Miglior attore debuttante
  - 1967 – Candidatura al miglior attore non protagonista per A sud-ovest di Sonora

## Doppiatori italiani
Nelle versioni in italiano delle opere in cui ha recitato, John Saxon è stato doppiato da:
- Massimo Turci in L'uomo nell'ombra, La tentazione del signor Smith, Il frutto del peccato, La squadra infernale, Agostino, Il cardinale, A sud ovest di Sonora, Ultima notte a Cottonwood
- Pino Locchi in Gli indiavolati, Ritratto in nero, Baciamo le mani, Mark colpisce ancora
- Pino Colizzi in Italia a mano armata, Una magnum special per Tony Saitta, Napoli violenta, Il cinico, l'infame, il violento
- Cesare Barbetti in Come sposare una figlia, I tre che sconvolsero il West (Vado, vedo e sparo), Joe Kidd
- Sandro Iovino in Le strade di San Francisco, Starsky & Hutch, Assassinio al cimitero etrusco
- Romano Malaspina in Falcon Crest, La signora in giallo (ep. 4x17), Apocalypse domani
- Giuseppe Rinaldi in Il grande pescatore, Gli inesorabili
- Rino Bolognesi in Black Christmas (Un Natale rosso sangue), Nightmare - Dal profondo della notte
- Carlo Sabatini in Tenebre, Jonathan degli orsi
- Luciano De Ambrosis in Dynasty (st. 1), Nightmare 3 - I guerrieri del sogno
- Michele Gammino in Dynasty (st. 2-3), Alfred Hitchcock presenta
- Vittorio Congia in La ragazza che sapeva troppo
- Renato Izzo in Madra... il terrore di Londra
- Pierangelo Civera in I 3 dell'operazione Drago
- Adalberto Maria Merli in La legge violenta della squadra anticrimine
- Giuseppe Pambieri in I magnifici sette nello spazio
- Michele Kalamera in Spiaggia di sangue
- Oreste Rizzini in Obiettivo mortale
- Giorgio Locuratolo in A-Team
- Giampiero Bianchi in Magnum, P.I.
- Sergio Di Stefano in Top Secret
- Guido De Salvi in La signora in giallo (ep. 1x03)
- Elio Zamuto in La signora in giallo (ep. 10x12)
- Mauro Bosco in La mamma è un lupo mannaro!
- Rodolfo Bianchi in Beverly Hills Cop III - Un piedipiatti a Beverly Hills III
- Sergio Graziani in Nightmare - Nuovo incubo
- Carlo Reali in Dal tramonto all'alba
- Giorgio Lopez in CSI - Scena del crimine